# PGC 1514711
LEDA/PGC 1514711 ist eine Galaxie im Sternbild Fische auf der Ekliptik. Sie ist schätzungsweise 737 Millionen Lichtjahre von der Milchstraße und hat einen Durchmesser von etwa 140.000 Lichtjahren. Vom Sonnensystem aus entfernt sich das Objekt mit einer errechneten Radialgeschwindigkeit von näherungsweise 16.400 Kilometern pro Sekunde.
Im selben Himmelsareal befinden sich unter anderem die Galaxien PGC 3974, PGC 1509186, PGC 1516203, PGC 1520343.